# Magnolia grandis
Magnolia grandis là một loài thực vật có hoa trong họ Magnoliaceae. Loài này được (Hu & W.C.Cheng) V.S.Kumar mô tả khoa học đầu tiên năm 2006.